# Hedythyrsus
Hedythyrsus es un género con dos especies de plantas con flores perteneciente a la familia de las rubiáceas. Es nativa de Suramérica.
Es nativo del centro y este del África tropical.

## Taxonomía
Hedythyrsus fue descrito por Cornelis Eliza Bertus Bremekamp y publicado en Verhandelingen der Koninklijke Nederlandsche Akademie van Wetenschappen. Afdeeling Natuurkunde, Tweede Sect. ser. 2. 48(2): 149. 1952. 

## Especies
- Hedythyrsus spermacocinus (K.Schum.) Bremek. (1952).
- Hedythyrsus thamnoideus (K.Schum.) Bremek. (1952).